# Jørgen Teytaud
Jørgen Teytaud-Johansen (* 20. November 1933 in Frederiksberg; † 30. November 2020 ebenda) war ein dänischer Schauspieler.

## Leben
Jørgen Teytaud-Johansen absolvierte von 1956 bis 1958 seine Schauspielausbildung an der Staatlichen Theaterschule in Kopenhagen. Sein Bühnendebüt als Darsteller hatte er am Aarhus Teater. Im Laufe seiner Karriere stand er in zahlreichen Theatern in Dänemark auf der Bühne. Von 1959 bis 2011 wirkte er in mehr als 20 Film-und-Fernsehproduktionen mit. Er sprach zudem auch einige Hörbuch-Produktionen ein.
Jørgen Teytaud-Johansen starb im November 2020 kurz nach seinem 87. Geburtstag. Seine Grabstätte befindet sich auf dem Sondermark-Kirkegard in Frederiksberg.

## Filmografie (Auswahl)
- 1961:  Gøngehøvdingen
- 1967: Die Ferien meiner Frau (Min kones ferie)
- 1967: Der schmucke Arne und Rosa (Smukke Arne og Rosa)
- 1969:  Die Olsenbande in der Klemme (Olsen Banden på spanden)
- 1991:  En dag i oktober